# Distichophyllum fasciculatum
Distichophyllum fasciculatum är en bladmossart som beskrevs av Mitten 1876. Distichophyllum fasciculatum ingår i släktet Distichophyllum och familjen Hookeriaceae. Inga underarter finns listade i Catalogue of Life.